# Henryk Drawnel
Henryk Józef Drawnel SDB (ur. 10 lutego 1963 w Prochowicach) – polski duchowny rzymskokatolicki, salezjanin, prof. dr hab. nauk teologicznych, pracownik Sekcji Nauk Biblijnych Wydziału Teologii Katolickiego Uniwersytetu Lubelskiego Jana Pawła II.

## Życiorys
Do zakonu salezjańskiego wstąpił w 1983. Studiował filozofię i teologię w Wyższym Seminarium Duchownym Towarzystwa Salezjańskiego w Krakowie (1983-90) oraz teologię i Biblię w salezjańskim seminarium w Cremisan, w Izraelu (1986-88). Śluby wieczyste złożył 20 sierpnia 1989, zaś 12 czerwca 1990 przyjął święcenia kapłańskie. 
Po rocznym okresie pracy duszpasterskiej w parafii św. Rafała Kalinowskiego w Sosnowcu (1990-91), odbył roczne studium współczesnego jęz. hebrajskiego w Jerozolimie, po czym rozpoczął studia licencjackie w Papieskim Instytucie Biblijnym w Rzymie (1992-1996, licencjat 28.11.1995) oraz kolejne studia biblijne w École Biblique w Jerozolimie (1996-1998). Dodatkową specjalizację w dziedzinie języków semickich i literatury apokryficznej ST uzyskał na studiach w Harvard Divinity School (Resident Graduate, 1998-1999), połączonych z pracą nad doktoratem (1999-2001). Jesienią 2001 rozpoczął wykłady w seminarium salezjańskim w Krakowie, a po obronie doktoratu (luty 2003, Biblicum, Rzym), również na Papieskiej Akademii Teologicznej w Krakowie (2003-2005) oraz w Katedrze Judaistyki Uniwersytetu Jagiellońskiego (2003–2005). Od 1 października 2005 pracuje w Instytucie Nauk Biblijnych Katolickiego Uniwersytetu Lubelskiego Jana Pawła II. 17 kwietnia 2012 habilitował się na podstawie dorobku naukowego i pracy The Aramaic Astronomical Book (4Q208-4Q211) from Qumran: Text, Translation, and Commentary opublikowanej przez Oxford University Press (2011). W 2019 opublikował w tym samym wydawnictwie: Qumran Cave 4: The Aramaic Books of Enoch. 4Q201, 4Q202, 4Q204, 4Q205, 4Q206, 4Q207, 4Q212. 22 kwietnia 2021 został mu przyznany tytuł profesora nauk teologicznych. 
11 października 2021 został odznaczony Brązowym Krzyżem Zasługi za zasługi w działalności na rzecz rozwoju nauki. 